# عیادی حمرونی
عیادی حمرونی (انگلیسی: Ayadi Hamrouni؛ زادهٔ ۲۴ دسامبر ۱۹۷۱) بازیکن فوتبال اهل تونس بود.
از باشگاه‌هایی که در آن بازی کرده‌است می‌توان به باشگاه فوتبال الهلال و باشگاه فوتبال اسپرانس تونس اشاره کرد.
وی همچنین در تیم ملی فوتبال تونس بازی کرده‌است.